# La Huertezuela
La Huertezuela es una localidad y pedanía española perteneciente al municipio de Huéneja, en la provincia de Granada, Región de Granada (Andalucía Oriental). Está situada en la parte suroriental de la comarca de Guadix. A tan sólo 600 metros del límite con la provincia de Almería, cerca de esta localidad se encuentran los núcleos de Las Cuevas, Los Olivos, Venta Ratonera, La Heredad, Huéneja capital y Fiñana.

## Geografía
Por la localidad discurre el río Isfalada, que lo separa de la pedanía de Las Cuevas. Junto a una rambla está la Venta Espinar, un diseminado donde se encuentra la antigua posada para las diligencias y los viajeros que hacían el trayecto de Almería a Granada por el Camino Real; este forma parte de la Camino de Santiago Mozárabe. La posada, que ha sido objeto de estudio por investigadores de la Universidad de Granada,[cita requerida] se conserva en buen estado.

## Demografía
Según el Instituto Nacional de Estadística de España, en el año 2020 La Huertezuela contaba con 123 habitantes censados, lo que representa el 10,51% de la población total del municipio.

### Evolución de la población
| Gráfica de evolución demográfica de La Huertezuela entre 2010 y 2020 |
|                                                                      |
| Datos según el nomenclátor publicado por el INE.                     |

## Comunicaciones

### Carreteras
Se accede a La Huetezuela a través de la autovía A-92, entre las ciudades de Granada y Almería. Viniendo desde la capital granadina se encuentra la salida 321, aunque se debe tener en cuenta que la señalización, incorrecta, indica "Las Huertezuelas". Si se viene desde Almería, debe tomarse la salida 326.
| Identificador | Denominación | Itinerario        |
| ------------- | ------------ | ----------------- |
| A-92          | Autovía A-92 | Sevilla - Almería |

Algunas distancias entre La Huertezuela y otras ciudades:
| Ciudades | Distancia (km) |
| -------- | -------------- |
| Huéneja  | 5              |
| Guadix   | 29             |
| Almería  | 77             |
| Granada  | 85             |
| Jaén     | 142            |
| Murcia   | 251            |